# The West Coast Pop Art Experimental Band
The West Coast Pop Art Experimental Band was een Amerikaanse psychedelische rockband, opgericht in 1965 in Los Angeles, Californië. De band creëerde muziek met een griezelige en soms sinistere sfeer en bevatte materiaal dat ronduit politiek, kinderlijk en bizar was. De band, die verschillende muzikale achtergronden onder de bandleden vertegenwoordigde, leek soms op een traditioneel Byrds-achtig folkrockensemble, maar de WCPAEB nam binnen hetzelfde oeuvre ook avant-gardemuziek op, gekenmerkt door meerlagige vocale harmonieën.
Aspirant-muzikant Bob Markley slaagde erin om zich bij de band The Laughing Wind aan te sluiten in ruil voor zijn connecties in de muziekindustrie en aanzienlijke financiën. De oorspronkelijke vijfkoppige bezetting bestond uit Michael Lloyd (slaggitaar, zang), Shaun Harris (basgitaar, zang), Danny Harris (lead gitaar, zang), John Ware (drums) en Markley (tamboerijn, zang) .
De band debuteerde in 1966 met het album Volume One bij het kleine FiFo platenlabel. In de beginjaren van de band werd er veel werk gemaakt van de uitgebreide psychedelische lichtshows van de WCPAEB, die het middelpunt werden van hun liveoptredens in Los Angeles. Na het uitbrengen van Volume One tekende de WCPAEB bij Reprise Records en nam drie albums op bij het label, waaronder misschien wel hun meest succesvolle werk Volume 3: A Child's Guide to Good and Evil in 1968. De twee extra albums Where's My Daddy? en Markley, A Group werden verspreid bij onafhankelijke labels voordat de band in 1970 werd ontbonden.

## Laatste bezetting
- Bob Markley (29 augustus 1935 - 9 september 2003) (1965-1970, tamboerijn, gesproken woord, zang)
- Michael Lloyd (3 november 1948 -) (1965-1967, 1969-1970, slaggitaar, keyboards, zang)
- Shaun Harris (2 maart 1946 -) (1965-1970, basgitaar, zang)
- Danny Harris (19 maart 1947 - 1 oktober 2012) (1965-1967, 1969-1970, lead gitaar, zang)
- John Ware (2 mei 1944 -) (1966-1968, drums)
- Ron Morgan (1945 - 1989) (1967-1970, leadgitaar, sitar)

## Geschiedenis

### Formatie en eerste album (1966)
De band werd opgericht in augustus 1965 toen de playboy Bob Markley uit Los Angeles, een rijke licentiaat in de rechten en geadopteerde zoon van een oliemagnaat, een feest organiseerde in zijn huis in Beverly Hills. Markley presenteerde eerder het televisieprogramma Oklahoma Bandstand in 1958, totdat hij werd gecontracteerd door een directeur van Warner Bros. Records en een luxe herenhuis in Los Angeles kocht. Hij bracht tussen 1960 en 1961 de twee commercieel niet succesvolle singles Will We Meet Again en Summer's Comin' On uit en produceerde opnamen voor een aantal muzikale acts, waaronder Lucifer & the Peppermints, Bobby Rebel en Sonny Knight bij zijn eigen lokale platenlabels. Op Markley's feest waren tientallen journalisten, deejays en verschillende individuen van het circuit aanwezig, evenals live optredens van Al Kooper, gevolgd door The Yardbirds. Producent Kim Fowley stelde Markley voor aan Michael Lloyd en de broers Shaun en Danny Harris, leden van de band The Laughing Wind.
Lloyd begon zijn muziekcarrière in 1962 in een instrumentale surfrockband met Jimmy Greenspoon, bekend als The New Dimensions en later The AlleyKats. De band ging de Stereo Masters-studio binnen om drie albums op te nemen, waar Lloyd voor het eerst kennismaakte met Fowley. Tijdens het bijwonen van de Hollywood Professional School raakte Lloyd bevriend met de gebroeders Harris, die de regionale hit Ski Storm opnamen met de rivaliserende act The Snowmen. In het begin van 1965 werkte Shaun Harris samen met Lloyd in zijn nieuw geformeerde band The Rogues met het uitbrengen van de Harris-Lloyd compositie Wanted: Dead or Alive bij Living Legend Records van Fowley. Kort daarna, met Danny Harris en drummer John Ware, formeerden Lloyd en Shaun The Laughing Wind, die later dat jaar de single Good to Be Around opnam voor Tower Records. Opnamen gemaakt of geproduceerd door deze pre-WCPAEB-acts werden jaren later verzameld op het compilatiealbum The West Coast Pop Art Experimental Band Companion in 2011.
Markley raakte gemotiveerd door de grote menigte die een rockband als The Yardbirds aantrok, met name het aantal tienermeisjes, en stelde voor dat hij een platencontract voor The Laughing Wind zou financieren en veiligstellen, in ruil voor zijn opname in de band. Onder de indruk en enigszins verleid door de rijkdom en entourage van de veel oudere Markley, accepteerde de band zijn aanbod. De beslissing om op te nemen als de West Coast Pop Art Experimental Band, in plaats van The Laughing Wind, werd gemaakt door Markley, die de band zag als een tegenhanger aan de westkust van The Velvet Underground. Op zoek naar iets tastbaars om de band te vertegenwoordigen, bracht de WCPAEB in 1966 hun debuutalbum Volume One uit bij het FiFo-label van Markley. Een groot deel van het album werd opgenomen in Lloyds persoonlijke studio en een gehuurde winkel op La Cienega Boulevard, voordat Markley zich bij de band voegde. Echter nummers als Don't Break My Balloon en If You Want This Love gaven aan dat hij enige invloed had op de latere sessies voor de ontwikkeling van het album. Hoewel Volume One een kleine selectie oorspronkelijk materiaal bevatte, bestond het grootste deel van het album uit covers, waaronder Louie Louie, You Really Got Me en It's All Over Now, Baby Blue.

### De Reprise Records jaren 1967-1968
De WCPAEB begonnen in juni 1966 aan hun eerste tournee en vestigden zich als een live favoriet bij hippies in Los Angeles op locaties als The Other Place en Wild Thing. De band deelde de affiche met onder andere The Mothers of Invention, The Seeds, Iron Butterfly en The Yardbirds. Volgens Ware waren de optredens van de band het ultieme straatgebeuren, benadrukt door hun ambitieuze psychedelische lichtshow, die werd uitgevoerd door Buddy Walters, die ook lichtshows uitvoerde voor Jimi Hendrix en The Animals. In een recensie van een optreden in 1967 prees de Los Angeles Free Press het muzikaal vakmanschap van de WCPAEB, maar was kritisch over Markley vanwege zijn hypster-houding en niet-ritmisch tamboerijnspel. Hoewel zijn bandleden niet van zijn pretentieuze capriolen op en naast het podium gediend waren, slaagde Markley er toch in om een deal voor drie albums te sluiten met talentscouts van Reprise Records die de optredens van WCPAEB hadden bijgewoond.
In mei 1967 nam de band hun eerste album Part One op voor Reprise. Tegen de tijd dat de opnamesessies begonnen, had Markley de absolute controle over de publicatierechten van de WCPAEB op zich genomen, wat zijn ongebruikelijke selectie voor de A-kant van de singles van het album verklaart: de gesproken rap-compositie 1906, samen geschreven met sessiemuzikant Ron Morgan, en een cover van het nummer Help, I'm a Rock van The Mothers of Invention. Het album zelf bevatte nummers met een brede stilistische variëteit, waaronder Byrds-achtige folkrock, garagerock en barokpop. Het nummer I Won't Hurt You was een van de twee composities (de andere is If You Want This Love) van het opnieuw opgenomen debuutalbum van de band voor Part One, waar het een veel ingetogener sfeer en een hartslagritme kreeg. Shaun Harris zong de herbewerkte versie van I Won't Hurt You in plaats van Lloyd, die afgezien van wat achtergrondzang op het album, geen lead zou zingen op een WCPAEB-publicatie tot het album Where's My Daddy? uit 1969.
Markley en Lloyd konden het niet met elkaar vinden, wat ertoe leidde dat laatstgenoemde de band verliet en Morgan fulltime aan de slag ging. Lloyd bleef in Los Angeles en nam deel aan een aantal studioprojecten met Fowley en Mike Curb, zoals October Country, The Smoke, St. John Green en The Fire Escape.
In augustus 1967, net voor de opnamesessies voor het tweede Reprise-album van de WCPAEB, verliet Shaun Harris tijdelijk de band. Zijn vertrek was deels te wijten aan zijn desillusie met de band, voornamelijk door het gebrek aan succes van de WCPAEB en het diende ook als een wachttijd, terwijl zijn broer Danny werd behandeld voor een depressie. Hij formeerde The California Spectrum met Danny, Lloyd en Jimmy Greenspoon. De band toerde door het midwesten met Markley's ultramoderne lichtshow en bracht de twee singles Sassafras (dezelfde versie op Volume One) en een cover van She May Call You Up Tonight van The Left Banke uit in hun korte opnamecarrière, die geen van alle veel aandacht kregen. Toen Harris in 1968 terugkeerde naar de WCPAEB, prees hij een heel andere bezetting en promootte hij The California Spectrum met zijn column in het tienerzine Tiger Beat, totdat de band ergens in het begin van 1969 werd ontbonden.
Eind 1967 bracht de WCPAEB hun derde album Vol. 2 (Breaking Through) uit, het meest ambitieuze, zij het minder consistente werk van de band tot nu toe dan zijn voorganger. Het album bevatte een eigenaardige omslagfoto van Markley en de gebroeders Harris die met ontbloot bovenlijf in een zilveren badkamer zaten. Voor het eerst werd elk nummer geheel of gedeeltelijk opgedragen aan leden van de WCPAEB, echter de manische verhalen en twijfelachtige lyrische inhoud van Markley (vooral jonge meisjes) domineren de plaat. Een bewerkte versie van de compositie Smell of Incense van Morgan/Markley werd uitgebracht net voor Vol. 2 (Breaking Through), maar plaatste zich niet in de hitlijst. De psychedelische popband Southwest FOB uit Dallas coverde het nummer in 1968, dat nummer 56 bereikte in de Billboard Hot 100. Onder de tien nummers bevatte het album het politiek-satirische In the Arena, mogelijk geïnspireerd door de Watts-rellen. Vol. 2 (Breaking Through) bevat ook het anti-oorlogslied Suppose They Gave a War and No One Comes, de volledige versie van Smell of Incense. Een zeldzaam voorbeeld van zang van Markley is te vinden op Unfree Child.
Het vierde album Volume 3: A Child's Guide to Good and Evil van WCPAEB werd uitgebracht in juli 1968. Het album betekende voor de band een creatieve sprong voorwaarts en wordt vaak beschouwd als hun meest succesvolle werk. Bandbiograaf Tim Forster beschreef Volume 3 als de meest buitengewone prestatie van de band. Op het album experimenteerde Morgan ook met de dreunende eigenschap van de elektrische sitar, prominent aanwezig op Ritual #1, Until the Poorest of People Have Money, het titelnummer en Ritual #2. Bovendien toonde het ontwerp van de vooromslag van Volume 3 het 'butterfly mind'-kunstwerk van John Van Hamersveld, die ook wordt vermeld bij de omslagen van Crown of Creation, Exile on Main St. en Magical Mystery Tour. Net als de eerdere albums van de WCPAEB, slaagde Volume 3 er niet in voldoende exemplaren te verkopen om de Amerikaanse hitlijsten te bereiken en Reprise liet de band vallen.

### Onafhankelijke labels (1969-1970)
Eind 1968 richtte Jimmy Bowen Amos Records op en contracteerde het jaar daarop de band. Terwijl de band werkte aan het album Where's My Daddy?, kwam Danny Harris weer erbij en Lloyd keerde terug om de achtergrondzang te verzorgen en mee te schrijven aan Where's My Daddy?, Where Money Rules Everything en Coming of Age in L.A. met Markley. Op het album werd echter duidelijk dat de nagalm van de vocale harmonieën die op eerdere werken van de band te vinden waren, werden vervangen door een nauw gemicroniseerd geluid. Echter Where's My Daddy?, evenals de bijbehorende single Free as Bird, slaagden er niet in om het commerciële lot van de WCPAEB terug te draaien. Het werd door critici en fans beschouwd als de meest matte albumpublicatie van de band.
Lloyd onderhandelde met Curb om het vijfde en laatste album van de band te distribueren bij Forward Records. Uitgebracht in 1970, stond Markley erop dat het album, oorspronkelijk naamloos, zou worden uitgebracht onder de naam Markley, A Group. Het album profiteerde van de volledige betrokkenheid en productie-ervaring van Lloyd, die de meerderheid van de leadzang deed, keyboards bespeelde en de orkestrale arrangementen organiseerde. Danny Harris was een belangrijke invloed op het album met het schrijven van de helft van de nummers. Hoewel het album over het algemeen wordt beschouwd als een verbetering ten opzichte van Where's My Daddy?, kon de band het grillige gedrag van Markley niet langer aan en ging kort na het uitbrengen van het album uit elkaar.

### Nasleep
Markley zette zijn playboy-levensstijl voort in een strandhuis dat hij in Los Angeles had gekocht. Hij produceerde de Europese hit Heya van Jim Stallings (J.J. Light) en het gelijknamige album voordat hij uit de muziekbusiness verdween. Volgens verschillende verhalen van bandleden en Fowley ontsnapte Markley in 1972 aan gevangenschap en hield zich gedeisd na een incident waarbij twee minderjarige meisjes betrokken waren. Markley nam sporadisch contact op met zijn voormalige bandleden.
Op 20-jarige leeftijd benoemde Curb Lloyd tot vicepresident van MGM Records. In de jaren 1970 werd hij een succesvolle platenproducent voor tieneridolen, waaronder The Osmonds, Shaun Cassidy en Leif Garrett. In 1986 was hij muzieksupervisor voor de soundtrack van de film Dirty Dancing en was hij tot ver in de jaren 2000 betrokken bij verschillende andere filmsoundtracks. Shaun Harris werkte samen met Lloyd om Harris' naamloze debuut soloalbum uit te brengen in 1973, waarin zijn countryrock-invloeden werden verkend. Later werd hij president van de uitgeverij van Barry Manilow en recentelijk heeft Harris een toneelstuk over zijn leven geschreven. Hoewel Danny Harris aanvankelijk gedesillusioneerd was door de muziekindustrie, nam hij in 1980 het gospelalbum Thank Him Every Day op. Hij werkte ook als folkmuzikant en acteur voordat hij overleed op de set van Saving Mr. Banks ten gevolge van een hartaanval op 1 oktober 2012. Morgan hielp bij het formeren van Three Dog Night (hoewel ze vertrokken voordat ze commercieel succes hadden) en voegde zich bij The Electric Prunes voor hun album Just Good Old Rock and Roll.

## Overlijden
Markley overleed op 9 september 2003 op 68-jarige leeftijd in een ziekenhuis in Gardena.
Danny Harris overleed op 1 oktober 2012 aan de gevolgen van een hartaanval.
Ron Morgan overleed in 1989 op 44-jarige leeftijd.

## Discografie
- 1966: The West Coast Pop Art Experimental Band Vol.1
- 1967: Part One
- 1967: Vol. 2 (Breaking Through)
- 1968: A Child's Guide to Good and Evil
- 1969: Where's My Daddy?
- 1970: Markley, a Group